# Voorhoofd

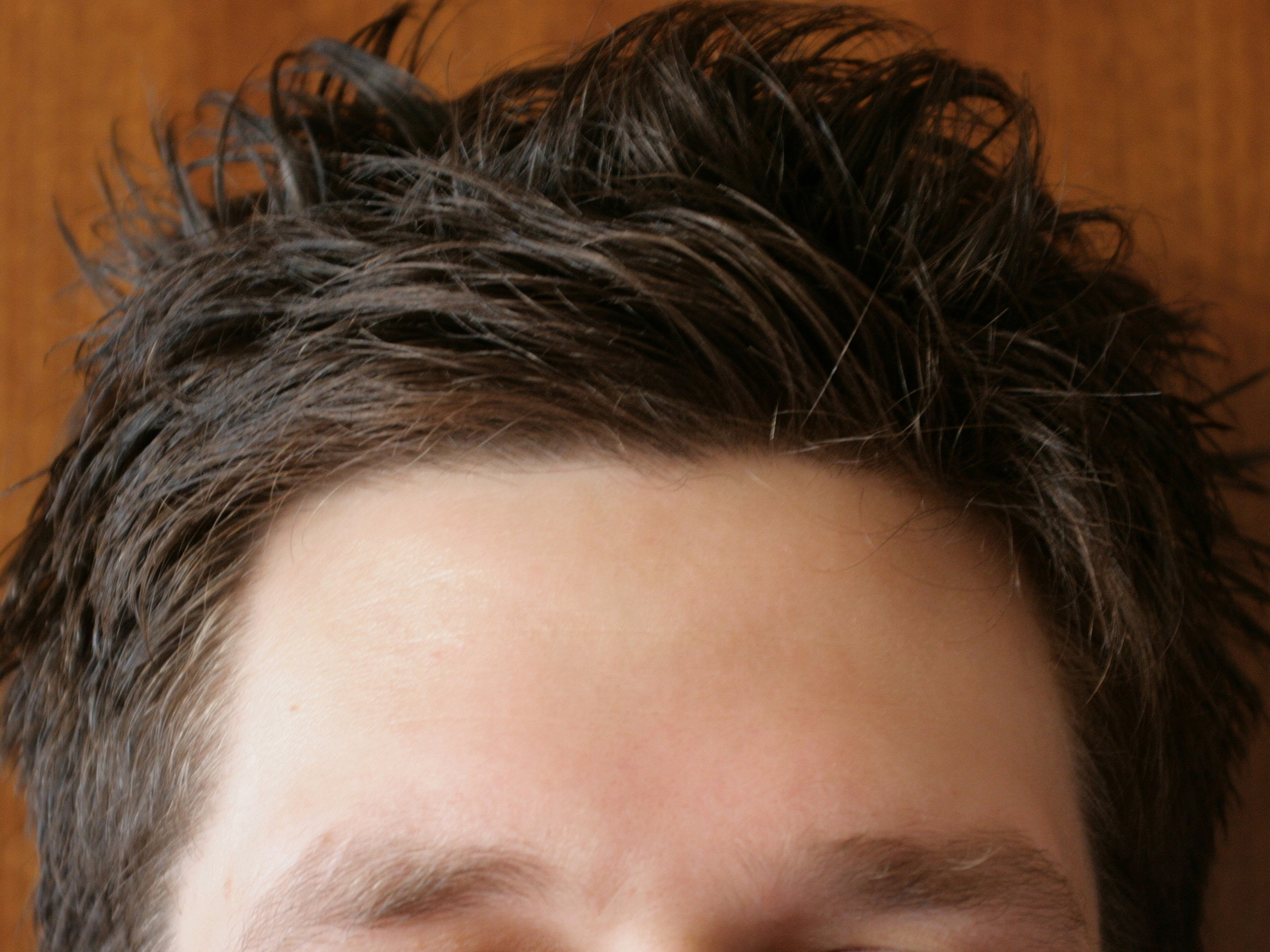
Het voorhoofd ligt boven de wenkbrauwen en loopt tot de haarlijn door.

Het voorhoofd is het deel van het gezicht tussen de oorspronkelijke haarlijn, de wenkbrauwen en de slapen. Zowel bij de mens als bij primaten spreekt men over het voorhoofd. De voorhoofdshuid is vrij dun en het hoofd voelt ter plekke hard aan, omdat daar geen vetweefsel tussen de huid en de schedel zit. Het deel van de hersenen, dat direct achter het voorhoofdsbeen ligt, zijn de linker en rechter frontale kwab.
De bijholten liggen ter hoogte van de onderkant van het voorhoofd dicht onder de huid in het hoofd. Een ontsteking ervan heet een bijholteontsteking, sinusitis of ook een voorhoofdsholteontsteking.